# Kaple na Křovinově náměstí
Kaple na Křovinově náměstí v Horních Počernicích v Praze stojí uprostřed parku. Je chráněna jako nemovitá kulturní památka České republiky.

## Historie
Kaple je datována do roku 1770.

## Popis
Šestiboká kaple má zvoncově prohnutou jehlancovou střechu krytou šindelem. Střecha je završena plygonální plechovou zvoničkou s cibulovou stříškou a křížem. Vchod do kaple s oválným světlíkovým okénkem je umístěn na jihovýchodní straně. Interiér je zaklenut kupolí. Proti vstupu je umístěna zděná oltářní menza. Původně bylo průčelí zdobeno omítkovými rámy.